# Ganonema brevicellum
Ganonema brevicellum là một loài Trichoptera trong họ Calamoceratidae. Chúng phân bố ở miền Ấn Độ - Mã Lai.